# Іссікі (Айті)
34°48′46″ пн. ш. 137°1′44″ сх. д. / 34.81278° пн. ш. 137.02889° сх. д.
І́ссікі (яп. 一色町, いっしきちょう, МФА: [iɕ̚.ɕi̥kʲi t͡ɕoː]) — містечко в Японії, в повіті Хадзу префектури Айті. Існувало протягом 1923 — 2011 років. Розташовувалося в південній частині префектури, на березі Мікавської затоки. Отримало статус містечка 1 жовтня 1923 року. Площа становила 22,53 км². Станом на 1 лютого 2010 року населення становило 23 775 осіб, густота населення — 1055 осіб/км². 1 квітня 2011 року, разом з містечками Хадзу та Кіра, увійшло до складу міста Нісіо.